# Chichibu
Chichibu (秩父市, Chichibu-shi) est une ville située dans la préfecture de Saitama, au Japon.

## Géographie

### Situation
Chichibu est situé dans l'ouest de la préfecture de Saitama, au pied des monts Okuchichibu.

### Municipalités limitrophes
| Ueno, Ogano | Kanna, Fujioka, Kamikawa | Minano, Higashichichibu |
| Kamikawa    | Chichibu                 | Tokigawa, Yokoze        |
| Yamanashi   | Kōshū, Tabayama          | Hannō, Okutama          |

### Démographie
En 2011, la population de la ville de Chichibu était de 68 701 habitants, répartis sur une superficie de 577,69 km2. En décembre 2023,elle s'élevait à 58 322 habitants,

### Hydrographie
La source du fleuve Ara se trouve à Chichibu, sur le mont Kobushi.

### Climat
Chichibu a un climat subtropical humide caractérisé par des étés chauds et des hivers frais avec peu ou pas des chutes de neige. La température moyenne annuelle est de 13,2 °C. La pluviométrie annuelle moyenne est de 1 325 mm, septembre étant le mois le plus humide.

## Histoire
Le bourg moderne d'Ōmiya a été fondé le 1er avril 1889, renommé Chichibu en 1916. Il obtient le statut de ville le 1er avril 1950.
Le 1er avril 2005, le bourg de Yoshida et les villages d'Arakawa et d'Otaki (district de Chichibu) ont été intégrés à Chichibu.

## Économie
Dans la ville de Chichibu, la distillerie Chichibu est installée depuis 2008.

## Culture locale et patrimoine
Le Chichibu yomatsuri est un festival japonais qui se tient chaque année le 3 décembre, depuis 1713.
Le Chichibu-jinja est un sanctuaire shinto important de la ville.

## Transports
La ville est desservie par la ligne Chichibu de la compagnie Seibu et la ligne principale Chichibu de la compagnie Chichibu Railway.

## Jumelages
- Toshima (Japon) depuis le 14 octobre 1983.
- San'yō-Onoda (Japon) depuis le 20 mai 1996.
- Antioch (Californie) (États-Unis) depuis le 16 septembre 1967.
- Gangneung (Corée du Sud) depuis le 16 février 1983.
- Linfen (Chine) depuis le 7 octobre 1988.
- Conseil de Warringah (Australie) depuis le 26 avril 1996.

## Personnalités liées à la municipalité
- Bukō Shimizu (1913-1995), photographe
- Tōta Kaneko (1919-2018), poète
- Buichi Saitō (1925-2011), réalisateur
- Yoshikazu Minami (né en 1935), photographe
- Kenji Kamiyama (né en 1966), réalisateur
- Mari Okada (née en 1976), scénariste et réalisatrice